# LXDE
LXDE är en skrivbordsmiljö helt byggd på mjukvara med öppen källkod till POSIX-operativsystem, exempelvis Linux och BSD. Namnet LXDE står för Lightweight X11 Desktop Environment. Det är skrivet i programmeringsspråket C och använder sig av biblioteket GTK+ toolkit.
Projektet startades 2006 av taiwanesen Hong Jen Yee, eller PCMan som är hans alias. LXDE går att installera på Linux distributioner så som Arch Linux, Ubuntu, Debian för att nämna några, och är standardskrivbordsmiljö i Knoppix, Lubuntu, U-lite, med flera.